# Terebra twilae
Terebra twilae é uma espécie de gastrópode do gênero Terebra, pertencente a família Terebridae.